# Грудна (Оборницький повіт)
Грудна (пол. Grudna) — село в Польщі, у гміні Рогозьно Оборницького повіту Великопольського воєводства.
Населення — 135 осіб (2011).
У 1975-1998 роках село належало до Пільського воєводства.

## Демографія
Демографічна структура станом на 31 березня 2011 року:
|          | Загалом | Допрацездатний вік | Працездатний вік | Постпрацездатний вік |
| -------- | ------- | ------------------ | ---------------- | -------------------- |
| Чоловіки | 70      | 19                 | 47               | 4                    |
| Жінки    | 65      | 15                 | 41               | 9                    |
| Разом    | 135     | 34                 | 88               | 13                   |